# Cyperus dipsaceus
Cyperus dipsaceus är en halvgräsart som beskrevs av Frederik Michael Liebmann. Cyperus dipsaceus ingår i släktet papyrusar, och familjen halvgräs. Inga underarter finns listade i Catalogue of Life.